# Trygetus sexoculatus
Trygetus sexoculatus là một loài nhện trong họ Zodariidae.
Loài này thuộc chi Trygetus. Trygetus sexoculatus được Octavius Pickard-Cambridge miêu tả năm 1872.